# Собор Святого Сабина
Собор Святого Сабина (итал. Cattedrale di San Sabino) — католический собор в итальянском городе Бари.
Собор является резиденцией архиепископа Бари-Битонто. Освящён в честь святого Сабина, епископа Канозы, мощи которого были перенесены сюда в IX веке. Здание собора было построено в конце XIII века на месте руин императорского византийского собора, разрушенного в 1156 году Вильгельмом I Сицилийским. В XVIII веке фасад, неф и галереи, древний баптистерий и крипта были оформлены Доменико Антонио Ваккаро в барочном стиле. Позднее здание ещё несколько раз переоформляли, частично разбирали и расширяли. Оригинальный романский вид собору вернули только в 1950-х годы.
Над главным входом расположены статуи Богородицы и Святых Николая и Сабина, выполненные в барочном стиле. В верхней части можно увидеть окно-розу, которым завершается главный неф.